# Satelliet (kunstmatig)
Een (kunstmatige) satelliet of kunstmaan is een door mensen gemaakt object in een baan om een hemellichaam. Zowel natuurlijke manen als kunstmanen worden (astronomische) satellieten genoemd.

## Historie en heden
De eerste satelliet die in een baan om de aarde werd gebracht, is de Spoetnik 1 van de Sovjet-Unie op 4 oktober 1957. Veelal wordt deze datum gezien als het begin van het ruimtevaarttijdperk. De eerste Amerikaanse satelliet die in een baan om de aarde gebracht werd, was de Explorer 1, gelanceerd op 1 februari 1958. De eerste in Nederland gebouwde satelliet, genaamd Astronomische Nederlandse Satelliet, werd op 30 augustus 1974 gelanceerd.
De eerste Belgische satelliet: Proba I, werd op 22 oktober 2001 gelanceerd.
De eerste satelliet in een baan rond Mars was de Amerikaanse Mariner 9 op 13 november 1971, slechts enkele weken later gevolgd door de Mars 2 en de Mars 3 (27 november en 2 december 1971) van de Sovjet-Unie.
Sinds het begin van de ruimtevaart hebben meer dan 4900 satellietlanceringen plaatsgevonden, die ongeveer 6600 satellieten in een baan om de aarde hebben gebracht. Daarvan cirkelen anno 2014 nog 3600 om de aarde. Van deze satellieten verkeren in 2014 ruim 1200 in operationele toestand.
Satellieten zijn de afgelopen jaren steeds belangrijker geworden. Ze maken het gemakkelijker om te navigeren, het verkeer in goede banen te leiden en klimaatverandering en natuurrampen in de gaten te houden. Maar ze helpen ook voor spionagedoeleinden.

## Classificatie
Satellieten worden onder meer geclassificeerd naar het centrale hemellichaam. Voor de meeste door mensen gemaakte satellieten is dit de Aarde. Satellieten kunnen nader worden geclassificeerd naar hun baan.
Een andere indeling is bemand of onbemand. De meeste kunstmanen zijn onbemand. Het International Space Station (ISS) is permanent bemand, met bemanningen die regelmatig worden afgewisseld.
Afhankelijk van de toepassing kunnen satellieten verder als volgt worden geclassificeerd:
- Communicatiesatelliet: verzorging van telefoon, radio, televisie, internet over lange afstanden zoals Artemis.
- Navigatiesatelliet: voor plaatsbepaling op aarde met bijvoorbeeld GPS of Galileo.
- Observatiesatelliet: observatie van bijvoorbeeld milieuverontreiniging, maken van landkaarten en observeren van het heelal, bijvoorbeeld Envisat of ANS
  - Een speciaal type observatiesatelliet is de spionagesatelliet, eigendom van overheden en met een hoge grondresolutie, gebruikt voor militaire toepassingen, bv. Corona.
- Onderzoekssatelliet: voor wetenschappelijk onderzoek bijvoorbeeld naar gewichtloosheid, Sloshsat-FLEVO.
- Weersatelliet: observatie van de toestand van de atmosfeer ten behoeve van weersverwachtingen en klimaatonderzoek, bijvoorbeeld Meteosat.

Daarnaast zijn er nog ongewenste van mensen afkomstige satellieten: ruimteschroot.
Satellieten worden ook geclassificeerd naar massa (inclusief brandstof):
- Satelliet vanaf 500 kg, waaronder ruimtestations en andere bemande satellieten
- Minisatelliet of gewoon "kleine satelliet": 100 tot 500 kg
- Microsatelliet: 10 tot 100 kg; ook de eerste kunstmaan, de Spoetnik 1, valt hieronder
- Nanosatelliet: 1 tot 10 kg; ook de eerste Amerikaanse kunstmaan, de Vanguard 1, valt hieronder
- Picosatelliet: 100 g tot 1 kg
- Femtosatelliet: 10 tot 100 g - bevinden zich in de testfase

CubeSats zijn zeer kleine satellieten met een gestandaardiseerd formaat. Ze bestaan uit een of meer kubusvormige units met ribben van tien centimeter en passen daardoor in een gestandaardiseerde cubesat-adapter.
Een of meer (zeer) kleine satellieten worden soms aanvullend, met dezelfde draagraket, gelanceerd bij de lancering van een gewone satelliet (meeliften, piggyback ride), zie bijvoorbeeld de eerste lancering van de Antares-raket. Een verdere ontwikkeling is 'raket LauncherOne' die eerst met de White Knight Two op 15 km hoogte wordt gebracht en vandaar gelanceerd wordt (zie ook hieronder). Afhankelijk van de baan waarin een satelliet moet worden gebracht, kan deze een satelliet van 100 tot 250 kg lanceren. Ook in ontwikkeling is de Vector R, een kleine raket die vanaf de grond een satelliet tot 50 kg kan meenemen met een relatief korte voorbereidingstijd.

## Lancering
De traditionele manier om een satelliet in een baan om de aarde te brengen is door middel van een draagraket, zoals de Europese Ariane-raket. Afhankelijk van de voortstuwingskracht van de raket en van het gewicht van de satellieten, kunnen soms meerdere satellieten tegelijk gelanceerd worden. Na de lancering komt een satelliet meestal in een tijdelijke overgangsbaan, om daarna door de eigen motor naar de gewenste definitieve baan te worden gestuwd.
Een andere manier om satellieten in de ruimte te brengen, is ze aan boord van een ruimteveer mee te nemen en in de ruimte uit te zetten, zoals met de Hubble-ruimtetelescoop is gebeurd.
Een raket kan ook gelanceerd worden vanaf een vliegtuig, dat de raket tot op een grote hoogte (ongeveer 12 kilometer) brengt en daar lanceert. Dit heeft als voordeel dat de raket zelf kleiner, en dus goedkoper, kan zijn, doordat ze slechts een deel van de zwaartekracht van de aarde moet overwinnen en dat vanaf veel meer plaatsen (boven zee) in alle richtingen kan worden gelanceerd en de juiste baan met minder stuurmanoeuvres is te bereiken. De commerciële ruimtevaartfirma Orbital voert dergelijke lanceringen uit met de Pegasus-raket die vanaf een Lockheed L-1011 TriStar wordt gelanceerd.

## Plaatsing
Een satelliet kan in een geostationaire of niet-geostationaire baan om de aarde worden gebracht. Een geostationair geplaatste satelliet "hangt" op een hoogte van ongeveer 36.000 km op een vast punt boven de evenaar. Op die hoogte is de omlooptijd van de satelliet namelijk gelijk aan die van de aarde om haar eigen as (ongeveer 24 uur). Het idee van geostationaire kunstmanen werd oorspronkelijk door de sciencefictionschrijver Arthur C. Clarke geopperd. Geostationaire satellieten zijn bij uitstek geschikt voor observatie en telefoon- en andere communicatieverbindingen, omdat antennes op aarde naar een vast punt gericht kunnen blijven. Wel is door de hoogte de vertraging in de communicatie iets groter (ongeveer 0,25 seconde) dan voor een satelliet in een lagere baan, wat bij een telefoongesprek merkbaar is. Daar staat weer tegenover dat de satelliet vanaf een groot deel van de aarde, bijna de helft, zichtbaar is. Slechts een deel van de satellieten bevindt zich echter in een geostationaire baan; de meeste cirkelen rond op een hoogte van slechts enkele honderden kilometers.
Een niet-geostationair geplaatste satelliet beweegt met een bepaalde snelheid ten opzichte van het aardoppervlak. Dit komt doordat de hoeksnelheid van de kunstmaan groter (op lage hoogte) of kleiner (op grote hoogte) is dan de hoeksnelheid van de aardrotatie. Voor elke cirkelbeweging van een kunstmaan dient de middelpuntzoekende kracht gelijk te zijn aan de zwaartekracht. Naarmate de baan hoger is, is de zwaartekracht lager. Als gevolg daarvan is in hogere banen de baansnelheid lager.
Satellietbanen kunnen cirkelvormig zijn of elliptisch met de aarde in een brandpunt van de ellips. In een cirkelvormige baan blijft de satelliet altijd even hoog boven het aardoppervlak; een ellipsvormige baan wordt gekenmerkt door de kleinste hoogte (het perigeum) en de grootste hoogte (het apogeum). De omlooptijd van de satelliet is de tijd nodig om één volledige baan uit te voeren. Hoe hoger de satelliet zich boven het aardoppervlak bevindt, hoe langer de omlooptijd is.
Daarnaast wordt een satellietbaan gekenmerkt door de inclinatie, dat wil zeggen, de hoek ervan met de evenaar. Een polaire baan staat loodrecht op de evenaar (inclinatie 90°) en loopt dus over de twee polen; dit heeft als voordeel, dat de satelliet het volledige aardoppervlak kan overvliegen en observeren. Dit is onder meer het geval voor de commerciële satelliet IKONOS die gedetailleerde beelden van elk deel van de aarde kan maken. Geostationaire satellieten hebben een inclinatie van 0° (ze blijven boven de evenaar).
De baan van een satelliet is bijna altijd in dezelfde richting als de rotatie van de aarde, dus van west naar oost. Voor geostationaire satellieten spreekt dat vanzelf, maar ook andere satellieten bewegen in die richting. De kosten van de lancering zijn dan namelijk lager doordat de satelliet bij de start al een duwtje van de aarde meekrijgt. Om dezelfde reden is ook een eventuele landing voordeliger.

## Ongevallen
- Op dinsdag 10 februari 2009 botsten op 780 kilometer hoogte boven Siberië een Russische communicatiesatelliet (Cosmos 2251 (93-036A)) en een Amerikaanse communicatiesatelliet (Iridium 33 (97-051C)) op elkaar. Beide satellieten vielen in brokstukken uiteen en verbrandden in de dampkring. Het International Space Station, dat in een lagere baan om de aarde draait, heeft geen last van de brokstukken gehad.

## Ruimteschroot
Satellieten die buiten werking zijn gesteld, bleven in het verleden vaak in hun baan. Daardoor zweeft er veel afval in de ruimte met als gevolg het risico op botsingen. Tegenwoordig is men zich bewust van de problemen die hierdoor veroorzaakt worden. Veel satellieten worden daarom zo gebouwd dat ze kunnen terugkeren in de dampkring en bij terugkeer in de dampkring volledig verbranden zodat brokstukken de grond niet kunnen raken. Als terugkeer niet mogelijk is, kunnen satellieten met hun laatste brandstof naar een hogere, verder onbruikbare baan (graveyard orbit) worden gestuurd, waar het risico op een botsing met een werkende satelliet klein is. Er zijn ook plannen voor (onbemande) ruimtevoertuigen die oud ruimteschroot terug in de dampkring duwen.
Ook de bovenste rakettrappen keren tegenwoordig meestal terug in de dampkring. Dat kan problemen veroorzaken voor de luchtvaart, zoals in januari 2025, toen de Australische luchtvaartmaatschappij Qantas vluchten moest uitstellen door vallend ruimtepuin van SpaceX.

## Het visueel waarnemen van kunstmanen
Tijdens wolkenloze nachten is het mogelijk om met het ongewapende oog of met behulp van een verrekijker kunstmanen waar te nemen. Vanop de grond gezien bewegen kunstmanen zich schijnbaar met ongeveer dezelfde snelheid van lijnvliegtuigen voort. In de meeste gevallen vertonen ze zich als lichtpunten met dezelfde helderheid als deze van relatief gemakkelijk waarneembare sterren. Sommige kunstmanen roteren om hun as, waardoor de spiegelende oppervlakken ervan het zonlicht reflecteren en een pulserend effect tonen. Het waarnemen van geostationaire kunstmanen vergt telescopen, omdat deze kunstmanen te lichtzwak zijn om ze zonder optische hulpmiddelen te herkennen.

### Seizoensgebonden zichtbaarheid van kunstmanen
Gedurende de maanden mei, juni, en juli kunnen kunstmanen, gezien vanuit de Benelux, heel de nacht worden waargenomen, omdat de zich net onder de noordelijke horizon bevindende zon de kunstmanen nog steeds verlicht. Gedurende de wintermaanden zijn kunstmanen enkel kort na zonsondergang en kort voor zonsopkomst waarneembaar. Satellieten die er enigszins blauwkleurig uitzien danken deze kleur aan het zonlicht dat op de zonnepanelen schijnt en het dan ook blauwkleurig richting waarnemers op aarde reflecteert.

### Het fotograferen van kunstmanen
Kunstmanen met zeer grote afmetingen, zoals het International Space Station, kunnen niet alleen visueel worden waargenomen, maar ook worden gefotografeerd met behulp van telescopen en aangekoppelde digitale camera's, waarbij de verkregen beelden de verschillende compartimenten van het ruimtestation tonen. Er kan op die manier ook worden nagegaan of er bevoorradingstuigen aan het station zijn gekoppeld.

### Ballonsatellieten ofsatellons
Ballonsatellieten of satellons zijn passieve satellieten zonder apparatuur, gemaakt van reflecterende folie. Het gas in de ballonsatelliet zorgt ervoor dat de bolvorm behouden wordt. Dit soort satellieten, zoals Echo I, Echo 2 en PAGEOS (Passive Geodetic Earth Orbiting Satellite), die gedurende de beginjaren van de ruimtevaart (jaren '60) in omloop waren, konden met het ongewapende oog als een soort heldere ster worden waargenomen, door de reflectie van de zon op de glimmende bolvormige wanden. Als gevolg van inslagen door micrometeorieten verloren ze na enige tijd hun gas-inhoud, en geleidelijk werden ze daardoor hobbeliger.

## Trivia

### Duncan A. Lunan
Duncan A. Lunan, een Schotse auteur van zowel astronomie, ruimtevaart, als science fiction getinte verhalen, en notoir morosoof, kwam rond 1973 in het magazine Spaceflight van de British Interplanetary Society (BIS) met het verhaal op de proppen dat er zich omstreeks het Lagrangepunt L-5 in de baan van de maan rond de aarde sedert 13.000 jaren een buitenaardse satelliet (een Bracewell sonde, naar de bedenker ervan: de Australische radioastronoom Ronald Newbold Bracewell) zou bevinden, oorspronkelijk afkomstig van een beschaving in de buurt van de ster Epsilon Bootis, ook bekend als Izar of Pulcherrima. Deze kunstmaan kreeg de bijnaam Zwarte Ridder (Black Knight), en zorgt sinds 1973 voor heel wat ophef in de pseudowetenschappelijke wereld. Tal van auteurs en tekenaars van SciFi gerelateerde stripverhalen voegden variaties van Duncan A. Lunan's hypothese in hun albums toe, zoals in het verhaal Operatie Zwarte Ruiter van Henri Vernes en William Vance, rond de avonturen van Bob Morane en Bill Ballantine. Ook in het verhaal S.O.S. in de ruimte van Albert Weinberg, rond de avonturen van de Canadese piloot en astronaut Dan Cooper, komt een variatie van het thema aan bod, maar dan wel als een stelsel van drie reusachtig grote ruimtestations in een baan om de aarde, bemand door opvallend blauwkleurige kosmonauten.

### Marc Sleen
Marc Sleen, de Vlaamse striptekenaar en auteur van de verhalen in de reeks Nero & Co, had in één van zijn eerste en ongekleurde albums Nero's hyper-intelligente zoon Adhemar, met de leeftijd van slechts een paar jaren oud, een uitvinding laten doen op 't gebied van ruimtevaart. Adhemar vond de zatteliet uit: een klein bemand (bijna bolvormig) ruimtetuig met slechts 1 bemanningslid aan boord: Adhemar zelf. De zatteliet functioneerde op bier, vandaar de naam zatteliet, en werd niet gelanceerd met een raket, maar wel met behulp van een fabrieksschouw.

### Luc Zeebroek
Volgens Luc Zeebroek, beter bekend als Kamagurka, was de kunstmatige satelliet uitgevonden door Saeteland, zoals de kunststof Bakeliet ook uitgevonden was door Baekeland.